# Esprits mauvais
Dans la mythologie mésopotamienne, les esprits mauvais (sibittis en akkadien ou iminbis en sumérien), souvent assimilés aux vents mauvais, sont au nombre de sept. Essentiellement des esprits destructeurs, ils sont représentés par le vent du sud, un dragon à la bouche démesurée, un léopard, Shibbu le terrible, un loup furieux, un fou s'attaquant aux dieux et un fort orage.
Ils sont les messagers de Namtar et les porte-trônes d'Ereshkigal, déesse des Enfers. 